# Jogos Abertos do Interior
Os Jogos Abertos do Interior foram criados em 1936 em Monte Alto no estado de São Paulo, por Baby Barioni, portanto tem grande tradição esportiva, para a criação de atletas em geral.

## História
A história dos Jogos Abertos do Interior começou em 1936, quando foi organizada a primeira edição da competição, em Monte Alto, interior de São Paulo. À frente dessa empreitada estavam Baby Barioni, ex-jogador de basquete de importantes clubes da capital paulista, e Manuel Carvalho Lima, então presidente da Associação Montealtense.
Com o nome de "Campeonato Aberto do Interior", a competição reuniu seis cidades que disputaram jogos de basquetebol: Monte Alto, Franca, Mirassol, Olímpia e Piracicaba e Uberlândia. O título ficou com a cidade mineira de Uberlândia e o vice-campeonato ficou com Piracicaba.
Em 1937, os Jogos Abertos aconteceram em Uberlândia. Essa foi a única vez em que a competição aconteceu em uma cidade fora do Estado de São Paulo. Mais uma vez, os mineiros conquistaram o título. Nesse ano, a novidade foi a integração da modalidade natação às disputas.
No ano seguinte 1938, os Jogos Abertos do Interior ganharam o reforço das competições de atletismo. Na competição realizada em Sorocaba. A cidade de Uberlândia conquista o seu tricampeonato, curiosamente na sua última participação. Com três modalidades, o evento começou a ganhar as suas características atuais e abriu espaço para a entrada de mais modalidades, se transformando na maior festa esportiva do Estado de São Paulo, em que competem todos os anos os maiores atletas do Brasil.
Em 1939, já com três modalidades, os jogos foram realizados em Campinas. Em 1940 já começou a contar com cinco modalidades, nos jogos realizados em São Carlos, com inclusão do Tênis e do Tiro ao alvo e as cidades já haviam criado a Comissão Central de Esportes em cada município.
Em 1956, a Câmara Municipal de Bauru autoriza o Poder Executivo a emitir selos postais, comemorativos dos XXI Jogos Abertos do Interior.
Em 15 maio de 1957, foi feita uma grande vistoria na obras dos locais a serem realizados os Jogos Abertos do Interior de São Paulo de 1957 em São Carlos, com a presença do presidente e de todo o pessoal técnico do DEFE.
Nos jogos de 2018, houve competições em 27 modalidades e 3 modalidades extras experimentais, que poderão ser incorporadas no futuro.
Os Jogos Abertos do Interior não aconteceram apenas em três ocasiões: 1989, quando uma greve de professores da rede estadual de ensino inviabilizou a utilização das escolas estaduais como alojamento e 2020-2021 devido à Pandemia de COVID-19.
Em 2008, outra novidade importante foi implantada: a separação das cidades em duas divisões. Naquele ano, 12 cidades participaram da 1ª divisão, enquanto o restante esteve na 2ª divisão.
Em 2018, os jogos tiveram números grandiosos em sua realização na cidade de São Carlos, quando 217 delegações e 15.400 atletas participaram e competiram, evento que contou com a maior cobertura jornalística já alcançada na sua história em jogos abertos. A maior delegação com 598 integrantes foi a da campeã São José dos Campos, a segunda maior delegação com 391 integrantes foi a da cidade sede, que terminou na 9ª colocação.
A cidade de Santos é a maior vencedora do Jogos, com 26 edições ganhas.

## Edições dos Jogos Abertos do Interior - JAI's
| Ano  | Edição                                       | Cidade-sede                                                              | Campeã                                       | Vice-campeã                                  | 3º colocado                                  | 4º colocado                                  | Ref.                 |  |
| ---- | -------------------------------------------- | ------------------------------------------------------------------------ | -------------------------------------------- | -------------------------------------------- | -------------------------------------------- | -------------------------------------------- | -------------------- |  |
| 1936 | 1ª                                           | Monte Alto                                                               | Uberlândia-MG                                | Piracicaba                                   | Franca                                       | Olímpia                                      |                      |  |
| 1937 | 2ª                                           | Uberlândia-MG                                                            | Uberlândia-MG                                | Amparo                                       | Franca                                       | Sorocaba                                     |                      |  |
| 1938 | 3ª                                           | Sorocaba                                                                 | Uberlândia-MG                                | Campinas                                     | Sorocaba                                     | Franca                                       |                      |  |
| 1939 | 4ª                                           | Campinas                                                                 | Campinas                                     | Santos                                       | Jundiaí                                      | Sorocaba                                     |                      |  |
| 1940 | 5ª                                           | São Carlos                                                               | Santos                                       | Campinas                                     | Piracicaba                                   | São Carlos                                   |                      |  |
| 1941 | 6ª                                           | Ribeirão Preto                                                           | Santos                                       | Ribeirão Preto                               | Guaratinguetá                                | Campinas                                     |                      |  |
| 1942 | 7ª                                           | Ribeirão Preto                                                           | Santos                                       | Ribeirão Preto                               | Campinas                                     | Piracicaba                                   | [ 9 ]                |  |
| 1943 | 8ª                                           | Sorocaba                                                                 | Santos                                       | Campinas                                     | Sorocaba                                     | Bauru                                        | [ 10 ]               |  |
| 1944 | 9ª                                           | Taubaté                                                                  | Santos                                       | Taubaté                                      | Bauru                                        | Uberlândia                                   | [ 11 ] [ 12 ] [ 13 ] |  |
| 1945 | 10ª                                          | Campinas                                                                 | Santos                                       | Campinas                                     | Bauru                                        | Taubaté                                      |                      |  |
| 1946 | 11ª                                          | Santos                                                                   | Santos                                       | Campinas                                     | Bauru                                        | Ribeirão Preto                               |                      |  |
| 1947 | 12ª                                          | Ribeirão Preto                                                           | Santos                                       | Ribeirão Preto                               | Campinas                                     | Marília                                      |                      |  |
| 1948 | 13ª                                          | Santos                                                                   | Santos                                       | Ribeirão Preto                               | Campinas                                     | Marília                                      |                      |  |
| 1949 | 14ª                                          | Rio Claro                                                                | Santos                                       | Ribeirão Preto                               | Campinas                                     | Rio Claro                                    |                      |  |
| 1950 | 15ª                                          | Sorocaba                                                                 | Santos                                       | Campinas                                     | Sorocaba                                     | Ribeirão Preto                               |                      |  |
| 1951 | 16ª                                          | Santos                                                                   | Santos                                       | Campinas                                     | Ribeirão Preto                               | Rio Claro                                    |                      |  |
| 1952 | 17ª                                          | Ribeirão Preto                                                           | Santos                                       | Ribeirão Preto                               | Campinas                                     | Rio Claro                                    |                      |  |
| 1953 | 18ª                                          | Jundiaí                                                                  | Santos                                       | Campinas                                     | Jundiaí                                      | Araraquara                                   |                      |  |
| 1954 | 19ª                                          | Sorocaba                                                                 | Santos                                       | Sorocaba                                     | Campinas                                     | Araraquara                                   | [ 14 ]               |  |
| 1955 | 20ª                                          | Piracicaba                                                               | Campinas                                     | Rio Claro                                    | Sorocaba                                     | Piracicaba                                   | [ 15 ] [ 16 ] [ 17 ] |  |
| 1956 | 21ª                                          | Bauru                                                                    | Campinas                                     | Bauru                                        | –                                            | –                                            |                      |  |
| 1957 | 22ª                                          | São Carlos                                                               | Santos                                       | Campinas                                     | Bauru                                        | São Carlos                                   |                      |  |
| 1958 | 23ª                                          | Piracicaba                                                               | Campinas                                     | São José do Rio Preto                        | São Carlos/Jundiaí                           | Piracicaba / Santo André                     | [ 18 ]               |  |
| 1959 | 24ª                                          | Santo André                                                              | Santos                                       | Santo André                                  | –                                            | –                                            |                      |  |
| 1960 | 25ª                                          | Campinas                                                                 | Campinas                                     | Uberlândia                                   | –                                            | –                                            |                      |  |
| 1961 | 26ª                                          | Jundiaí                                                                  | Jundiaí                                      | Campinas                                     | –                                            | –                                            |                      |  |
| 1962 | 27ª                                          | Marília                                                                  | Santos                                       | Bauru Jundiaí                                | Piracicaba                                   | São José do Rio Preto                        | [ 19 ]               |  |
| 1963 | 28ª                                          | São José do Rio Preto                                                    | Santos                                       | São José do Rio Preto                        | –                                            | –                                            |                      |  |
| 1964 | 29ª                                          | São Caetano do Sul                                                       | Santos                                       | Santo André                                  | –                                            | –                                            |                      |  |
| 1965 | 30ª                                          | Santos                                                                   | Santos                                       | Santo André                                  | –                                            | –                                            |                      |  |
| 1966 | 31ª                                          | Rio Claro                                                                | Santos                                       | Santo André                                  | –                                            | –                                            |                      |  |
| 1967 | 32ª                                          | São José dos Campos                                                      | Santos                                       | Santo André                                  | –                                            | –                                            |                      |  |
| 1968 | 33ª                                          | Jaboticabal                                                              | Santos                                       | São José dos Campos                          | –                                            | –                                            |                      |  |
| 1969 | 34ª                                          | Araraquara                                                               | São José dos Campos                          | São Bernardo do Campo                        | –                                            | –                                            |                      |  |
| 1970 | 35ª                                          | Bauru                                                                    | Santo André                                  | Bauru                                        | –                                            | –                                            |                      |  |
| 1971 | 36ª                                          | Tupã                                                                     | Campinas                                     | Santo André                                  | Bauru                                        | –                                            |                      |  |
| 1972 | 37ª                                          | Osasco                                                                   | Santo André                                  | Bauru                                        | –                                            | –                                            |                      |  |
| 1973 | 38ª                                          | São Bernardo do Campo                                                    | São Bernardo do Campo                        | Santo André                                  | –                                            | –                                            |                      |  |
| 1974 | 39ª                                          | Franca                                                                   | Campinas                                     | Santos                                       | Bauru                                        | –                                            |                      |  |
| 1975 | 40ª                                          | Pirassununga                                                             | Campinas                                     | Santos                                       | Bauru                                        | –                                            |                      |  |
| 1976 | 41ª                                          | Tupã                                                                     | Santo André                                  | Campinas                                     | –                                            | –                                            |                      |  |
| 1977 | 42ª                                          | São José dos Campos                                                      | Santo André                                  | Campinas                                     | –                                            | –                                            |                      |  |
| 1978 | 43ª                                          | Americana                                                                | Campinas                                     | Santo André                                  | Bauru                                        | –                                            |                      |  |
| 1979 | 44ª                                          | Araçatuba                                                                | Campinas                                     | Santo André                                  | Bauru                                        | –                                            |                      |  |
| 1980 | 45ª                                          | Presidente Prudente                                                      | Santo André                                  | Campinas                                     | –                                            | –                                            |                      |  |
| 1981 | 46ª                                          | Ribeirão Preto                                                           | Santo André                                  | Campinas                                     | –                                            | –                                            |                      |  |
| 1982 | 47ª                                          | Rio Claro                                                                | São Caetano do Sul                           | São Bernardo do Campo                        | Bauru                                        | –                                            |                      |  |
| 1983 | 48ª                                          | São José do Rio Preto                                                    | Santo André                                  | Campinas                                     | –                                            | –                                            |                      |  |
| 1984 | 49ª                                          | Araçatuba                                                                | Santo André                                  | São Bernardo do Campo                        | –                                            | –                                            |                      |  |
| 1985 | 50ª                                          | Santo André                                                              | Santo André                                  | Campinas                                     | –                                            | –                                            |                      |  |
| 1986 | 51ª                                          | Rio Claro                                                                | Santo André                                  | Campinas                                     | –                                            | –                                            |                      |  |
| 1987 | 52ª                                          | Santos                                                                   | Santos                                       | Piracicaba                                   | –                                            | –                                            |                      |  |
| 1988 | 53ª                                          | Piracicaba                                                               | Santo André                                  | Piracicaba                                   | –                                            | –                                            |                      |  |
| 1989 | Não realizado devido à greve dos professores | Não realizado devido à greve dos professores                             | Não realizado devido à greve dos professores | Não realizado devido à greve dos professores | Não realizado devido à greve dos professores | Não realizado devido à greve dos professores | [ 20 ]               |  |
| 1990 | 54ª                                          | Araçatuba                                                                | Guarulhos                                    | Santos                                       | –                                            | –                                            |                      |  |
| 1991 | 55ª                                          | Americana                                                                | Guarulhos                                    | São Caetano do Sul                           | –                                            | –                                            |                      |  |
| 1992 | 56ª                                          | Presidente Prudente                                                      | Guarulhos                                    | São Caetano do Sul                           | –                                            | –                                            |                      |  |
| 1993 | 57ª                                          | Guarulhos                                                                | Guarulhos                                    | Santos                                       | –                                            | –                                            |                      |  |
| 1994 | 58ª                                          | Campinas                                                                 | Guarulhos                                    | Campinas                                     | –                                            | –                                            |                      |  |
| 1995 | 59ª                                          | São José do Rio Preto                                                    | Guarulhos                                    | Santo André                                  | –                                            | –                                            |                      |  |
| 1996 | 60ª                                          | Bragança Paulista                                                        | Santo André                                  | Guarulhos                                    | –                                            | –                                            |                      |  |
| 1997 | 61ª                                          | Bragança Paulista                                                        | São Caetano do Sul                           | Santos                                       | –                                            | –                                            |                      |  |
| 1998 | 62ª                                          | Araçatuba                                                                | São Caetano do Sul                           | Santos                                       | –                                            | –                                            |                      |  |
| 1999 | 63ª                                          | Araraquara                                                               | São Caetano do Sul                           | Santos                                       | –                                            | –                                            |                      |  |
| 2000 | 64ª                                          | Santos                                                                   | São Caetano do Sul                           | Santos                                       | –                                            | –                                            |                      |  |
| 2001 | 65ª                                          | São José do Rio Preto                                                    | São Caetano do Sul                           | Santos                                       | –                                            | –                                            |                      |  |
| 2002 | 66ª                                          | Franca                                                                   | São Caetano do Sul                           | Santos                                       | –                                            | –                                            |                      |  |
| 2003 | 67ª                                          | Santos                                                                   | Santos                                       | São Caetano do Sul                           | –                                            | –                                            |                      |  |
| 2004 | 68ª                                          | Barretos                                                                 | São Caetano do Sul                           | São José dos Campos                          | –                                            | –                                            |                      |  |
| 2005 | 69ª                                          | Botucatu                                                                 | São Caetano do Sul                           | Santos                                       | –                                            | –                                            |                      |  |
| 2006 | 70ª                                          | São Bernardo do Campo                                                    | São Caetano do Sul                           | São Bernardo do Campo                        | –                                            | –                                            |                      |  |
| 2007 | 71ª                                          | Praia Grande                                                             | São Caetano do Sul                           | São Bernardo do Campo                        | –                                            | –                                            |                      |  |
| 2008 | 72ª                                          | Piracicaba                                                               | São Caetano do Sul                           | São Bernardo do Campo                        | –                                            | –                                            |                      |  |
| 2009 | 73ª                                          | São Caetano do Sul                                                       | São Caetano do Sul                           | São José dos Campos                          | –                                            | –                                            |                      |  |
| 2010 | 74ª                                          | Santos                                                                   | São Caetano do Sul                           | Santos                                       | –                                            | –                                            |                      |  |
| 2011 | 75ª                                          | Mogi das Cruzes                                                          | São Bernardo do Campo                        | São José dos Campos                          | –                                            | –                                            |                      |  |
| 2012 | 76ª                                          | Bauru                                                                    | São Caetano do Sul                           | São José dos Campos                          | –                                            | –                                            |                      |  |
| 2013 | 77ª                                          | Mogi das Cruzes                                                          | São Bernardo do Campo                        | São José dos Campos                          | –                                            | –                                            |                      |  |
| 2014 | 78ª                                          | Bauru                                                                    | São José dos Campos                          | Piracicaba                                   | –                                            | –                                            |                      |  |
| 2015 | 79ª                                          | Barretos                                                                 | São Bernardo do Campo                        | São José dos Campos                          | Piracicaba                                   | Sertãozinho                                  |                      |  |
| 2016 | 80ª                                          | São Bernardo do Campo                                                    | São Bernardo do Campo                        | São José dos Campos                          | Piracicaba                                   | Santos / Mogi das Cruzes                     |                      |  |
| 2017 | 81ª                                          | São Bernardo do Campo São Caetano do Sul Santo André Mauá Ribeirão Pires | São José dos Campos                          | São Bernardo do Campo                        | São Caetano do Sul                           | Mogi das Cruzes                              | [ 21 ]               |  |
| 2018 | 82ª                                          | São Carlos                                                               | São José dos Campos                          | São Bernardo do Campo                        | Santos                                       | Jundiaí / Sorocaba                           |                      |  |
| 2019 | 83ª                                          | Marília                                                                  | São José dos Campos                          | Santos                                       | São Caetano do Sul                           | Sorocaba / São José do Rio Preto             |                      |  |
| 2020 | Não realizado devido à Pandemia de COVID-19  | Não realizado devido à Pandemia de COVID-19                              | Não realizado devido à Pandemia de COVID-19  | Não realizado devido à Pandemia de COVID-19  | Não realizado devido à Pandemia de COVID-19  | Não realizado devido à Pandemia de COVID-19  | [ 20 ]               |  |
| 2021 | Não realizado devido à Pandemia de COVID-19  | Não realizado devido à Pandemia de COVID-19                              | Não realizado devido à Pandemia de COVID-19  | Não realizado devido à Pandemia de COVID-19  | Não realizado devido à Pandemia de COVID-19  | Não realizado devido à Pandemia de COVID-19  | [ 20 ]               |  |
| 2022 | 84ª                                          | São Sebastião                                                            | São José dos Campos                          | Santos                                       | São Caetano do Sul                           | Sorocaba                                     |                      |  |
| 2023 | 85ª                                          | São José do Rio Preto                                                    | São José dos Campos                          | Santos                                       | São Caetano do Sul                           | Pindamonhangaba                              | [ 22 ] [ 23 ]        |  |
| 2024 | 86ª                                          | São José do Rio Preto                                                    | São José dos Campos                          | Santos                                       | São José do Rio Preto                        | Sorocaba                                     |                      |  |

## Relação das cidades campeãs
- Santos: 26 vezes
- São Caetano do Sul: 15 vezes
- Santo André: 12 vezes
- Campinas: 10 vezes
- Guarulhos: 6 vezes
- São José dos Campos: 6 vezes
- São Bernardo do Campo: 5 vezes
- Uberlândia: 3 vezes
- Jundiaí: 1 vez

## Relação das Cidades-sede
| Vezes   | Anos                                            | Cidade                |
| ------- | ----------------------------------------------- | --------------------- |
| 8 vezes | 1946, 1948, 1951, 1965, 1987, 2000, 2003 e 2010 | Santos                |
| 5 vezes | 1941, 1942, 1947, 1952 e 1981                   | Ribeirão Preto        |
| 4 vezes | 1938, 1943, 1950 e 1954                         | Sorocaba              |
| 4 vezes | 1949, 1966, 1982 e 1986                         | Rio Claro             |
| 4 vezes | 1939, 1945, 1960 e 1994                         | Campinas              |
| 4 vezes | 1979, 1984, 1990 e 1998                         | Araçatuba             |
| 4 vezes | 1955, 1958, 1988 e 2008                         | Piracicaba            |
| 4 vezes | 1956, 1970, 2012 e 2014                         | Bauru                 |
| 4 vezes | 1973, 2006, 2016 e 2017                         | São Bernardo do Campo |
| 4 vezes | 1963, 1983, 1995, 2001, 2023 e 2024             | São José do Rio Preto |
| 3 vezes | 1959, 1985 e 2017                               | Santo André           |
| 3 vezes | 1964, 2009 e 2017                               | São Caetano do Sul    |
| 3 vezes | 1940, 1957 e 2018                               | São Carlos            |
| 2 vezes | 1953 e 1961                                     | Jundiaí               |
| 2 vezes | 1971 e 1976                                     | Tupã                  |
| 2 vezes | 1967 e 1977                                     | São José dos Campos   |
| 2 vezes | 1978 e 1991                                     | Americana             |
| 2 vezes | 1980 e 1992                                     | Presidente Prudente   |
| 2 vezes | 1996 e 1997                                     | Bragança Paulista     |
| 2 vezes | 1969 e 1999                                     | Araraquara            |
| 2 vezes | 1974 e 2002                                     | Franca                |
| 2 vezes | 2011 e 2013                                     | Mogi das Cruzes       |
| 2 vezes | 2004 e 2015                                     | Barretos              |
| 2 vezes | 1962 e 2019                                     | Marília               |
| 1 vez   | 1936                                            | Monte Alto            |
| 1 vez   | 1937                                            | Uberlândia-MG         |
| 1 vez   | 1944                                            | Taubaté               |
| 1 vez   | 1968                                            | Jaboticabal           |
| 1 vez   | 1972                                            | Osasco                |
| 1 vez   | 1975                                            | Pirassununga          |
| 1 vez   | 1993                                            | Guarulhos             |
| 1 vez   | 2005                                            | Botucatu              |
| 1 vez   | 2007                                            | Praia Grande          |
| 1 vez   | 2017                                            | Mauá                  |
| 1 vez   | 2017                                            | Ribeirão Pires        |
| 1 vez   | 2022                                            | São Sebastião         |